# Kyle DeVan

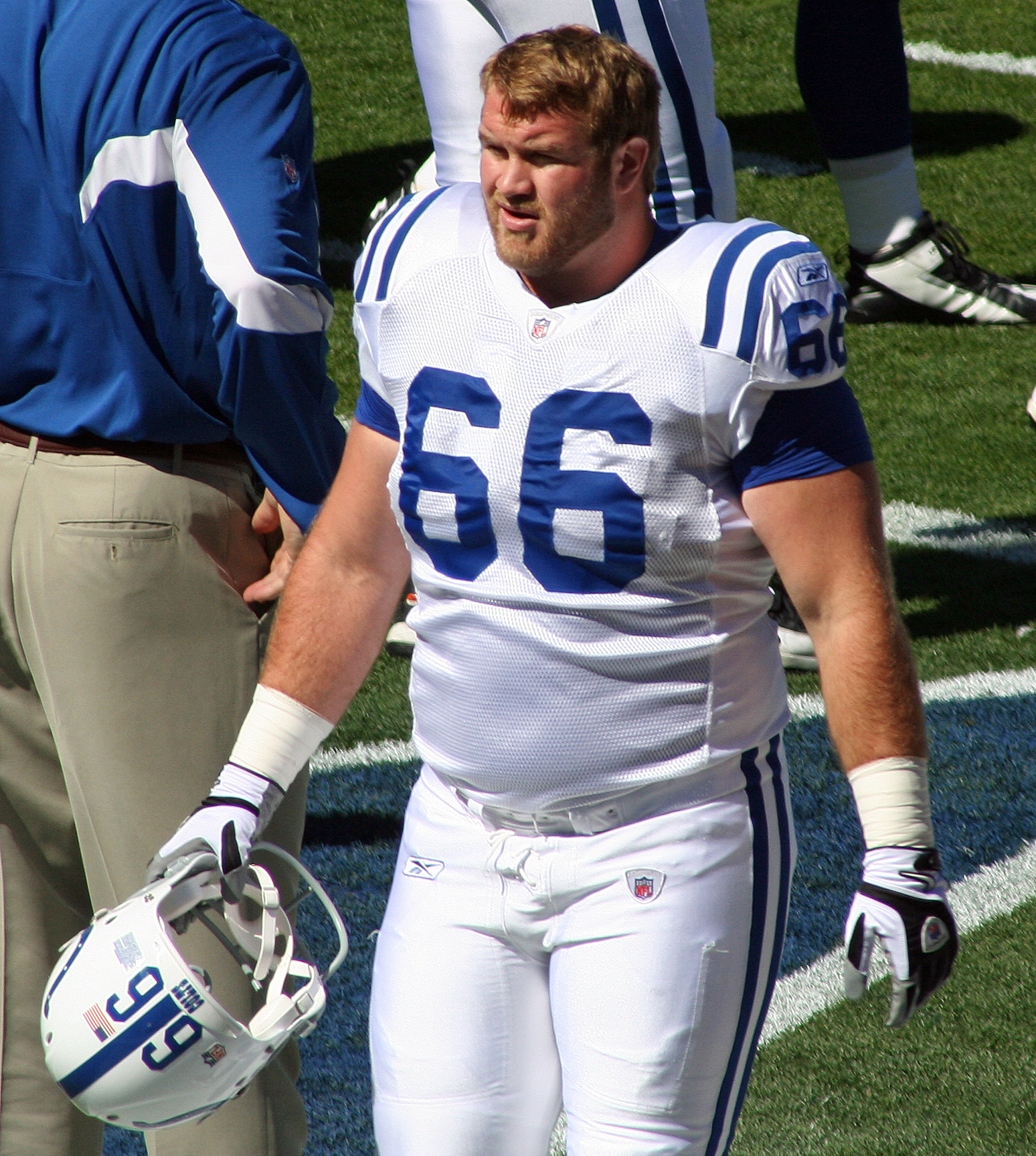
Kyle DeVan em 2009.

Kyle Chandler Devan (10 de fevereiro de 1985, Sacramento, Califórnia) é um ex-jogador de futebol americano que atuava na posição de offensive guard na National Football League. DeVan jogou futebol americano universitário pela Oregon State University onde recebeu duas menções honrosas para All-Pac-10 (2005,2007) e também foi selecionado Second-team All-Pac-10 em 2006. Kyle DeVan foi como undrafted free agent para o Washington Redskins em 2008 depois de não ser selecionado no Draft da NFL daquele ano mas ele foi cortado pouco tempo depois. DeVan então passou pelo practice squad do New York Jets e depois chegou a atuar pelo Boise Burn, um time das ligas menores da AFL. Kyle Devan assinou com o Indianapolis Colts em 2009 para atuar na OL. Em 2011, ele foi para os Philadelphia Eagles. Ainda jogou no Tennessee Titans. Durante a carreira, ele participou de mais de 40 jogos.